# 嘉萊-崑嵩省
嘉莱-崑嵩省（越南语：／），是1976年至1991年间位于越南西原的省份，省莅波来古市社，今属嘉莱省和崑嵩省。

## 名稱
統一之前，南越將崑嵩省拼作，越南南方共和國拼作（公嵩省）。1976年統一後，越南政府將拼寫改為。

## 地理
嘉莱-崑嵩省东接义平省，东南接富庆省，南接多乐省，西接柬埔寨和老挝，北接广南-岘港省。

## 历史
1976年，嘉莱-崑嵩省成立，省莅波来古市社。经过合并后，嘉莱-崑嵩省下辖波来古市社、崑嵩市社2市社和安溪县、阿云巴县、诸巴县、诸博容县、得格雷县、得苏县、公伯陇县、芒杨县8县。
1978年10月10日，得苏县析置沙泰县。
1979年4月23日，阿云巴县析置克容巴县。
1981年8月17日，波来古市社1社划归芒杨县管辖，1社划归诸巴县管辖；芒杨县2社划归波来古市社管辖；芒杨县和诸博容县析置诸色县。
1984年12月28日，安溪县析置克邦县。
1988年5月30日，安溪县析置公则若县。
1991年时，嘉莱-崑嵩省下辖波来古市社、崑嵩市社2市社和芒杨县、安溪县、克邦县、公则若县、诸色县、诸巴县、诸博容县、阿云巴县、克容巴县、得苏县、得格雷县、沙泰县和公伯陇县13县。
1991年8月12日，越南国会通过决议，撤销嘉莱-崑嵩省，恢复嘉莱省和崑嵩省。嘉莱省下辖波来古市社和芒杨县、安溪县、克邦县、公则若县、诸色县、诸巴县、诸博容县、阿云巴县、克容巴县9县；崑嵩省下辖崑嵩市社和得苏县、得格雷县、沙泰县、公伯陇县4县。

## 行政区划
1991年，嘉莱-崑嵩省下辖2市社13县。
- 波来古市社
- 崑嵩市社
- 芒杨县
- 安溪县
- 克邦县
- 公则若县
- 诸色县
- 诸巴县
- 诸博容县
- 阿云巴县
- 克容巴县
- 得苏县
- 得格雷县
- 沙泰县
- 公伯陇县